# Pidhirne, Kremenciuk
Pidhirne (în ucraineană Підгірне) este un sat în comuna Bilețkivka din raionul Kremenciuk, regiunea Poltava, Ucraina.

## Demografie
Componența lingvistică a localității Pidhirne
     Ucraineană (100%)
Conform recensământului din 2001, toată populația localității Pidhirne era vorbitoare de ucraineană (100%).